# Saint-Germain-des-Angles
Saint-Germain-des-Angles – miejscowość i gmina we Francji, w regionie Normandia, w departamencie Eure.
Według danych na rok 1990 gminę zamieszkiwało 205 osób, a gęstość zaludnienia wynosiła 113 osób/km² (wśród 1421 gmin Górnej Normandii Saint-Germain-des-Angles plasuje się na 696. miejscu pod względem liczby ludności, natomiast pod względem powierzchni na miejscu 890.).